# Acolhua
Acolhua (pl. Acolhuas. Nazivani u anglofonskoj literaturi Texcocans i Tezcucans. Po hrvatskoj literaturi mogu se naći nazivi Akolhuanci i Tezkukanci).- Jedno od tri plemena iz saveza Asteka čije je sjedište bio grad Texcoco na istoimenom jezeru u Dolini Mexica.
Akolhuanci su dobili ime po astečkom acollo '/široka/ ramena' + hua, 'imati'. Znači 'narod širokih ramena', odnosno 'snažan narod' ('strong people').
Po mišljenu nekih Akolhuanci su u Dolinu Mexica došli između 1168. i 1260.,  navodno iz područja Michoacana, pod vodstvom poglavice Huetzina. Na istočnu obalu Texcoca doveo ih je Xolotl, često nazivan 'Veliki', osnivač je dinastije Texcoca a sebe je proglasio kraljem oko 1160. Osnovao je grad Texcoco koji je postao središte civilizacije Anahuaca. Svoje kćerke poudao je za glavne poglavice koji postaše utemeljitelji Azcapotzalca. Naslijedio ga je sin Nopaltzin.
U ranom 15. stoljeću Akolhuanci padoše pod vlast Tepaneca, plemena koje je vladalo Azcapotzalcom. Tepanečki vladar Tezozomoc uveo je tiraniju, zakoniti nasljednik Nezahualcoyotl morao je pobjeći. Za vrijeme tepanečkog vladara Maxtle, Nezahualcoyotl se vraća iz izgnanstva i ponovo osvaja vlast u svome gradu, bilo je to 1429.  -Do dolaska Španjolaca izmijenila su se još dva akolhuanska vladara, bili su to Nezahualpilli i Cacama. 

## Vladari
- Xolotl 1115 (?)-1232.
- Nopaltzin 1232-1263.
- Tlotzin 1263. – 1298.
- Quinatzin 1298. – 1357.
- Techotlala 1357. – 1409.

nakon uspona Tenochtitlana
- Ixtlilxochitl 1409. – 1418.

- Tepanečki tirani
  - (Tezozomoc 1343. – 1427.)
  - (Maxtla 1427. – 1429.)
- Nezahualcoyotl 1418. – 1472.
- Nezahualpilli 1472. – 1516. (umro)

period osvajanja
- Cacama 1516. – 1519.

## Vanjske poveznice
- Epoca Prehispanica  Arhivirana inačica izvorne stranice od 26. travnja 2006. (Wayback Machine)
- Pueblos  Arhivirana inačica izvorne stranice od 29. svibnja 2006. (Wayback Machine)
- Origins of Mexico  Arhivirana inačica izvorne stranice od 26. travnja 2006. (Wayback Machine)